# 阿里亚拉塞斯三世
阿里亚拉塞斯三世（？—前220年），公元前250年至公元前220年卡帕多西亚君主，在一定程度上与其父阿里亚拉美奈斯共治。他娶塞琉古二世的姐姐斯特拉托尼科为妻，支持反对塞琉古二世的行动。